# John Ponsonby (homme politique)
Pour les articles homonymes, voir Ponsonby.
John Ponsonby (29 mars 1713 - 16 août 1787) est un homme politique anglo-irlandais.

## Biographie
Il est le deuxième fils de Brabazon Ponsonby, qui est créé comte de Bessborough en 1739, et de sa première épouse, Sarah Margetson Colvill. Il est le petit-fils de William Ponsonby.

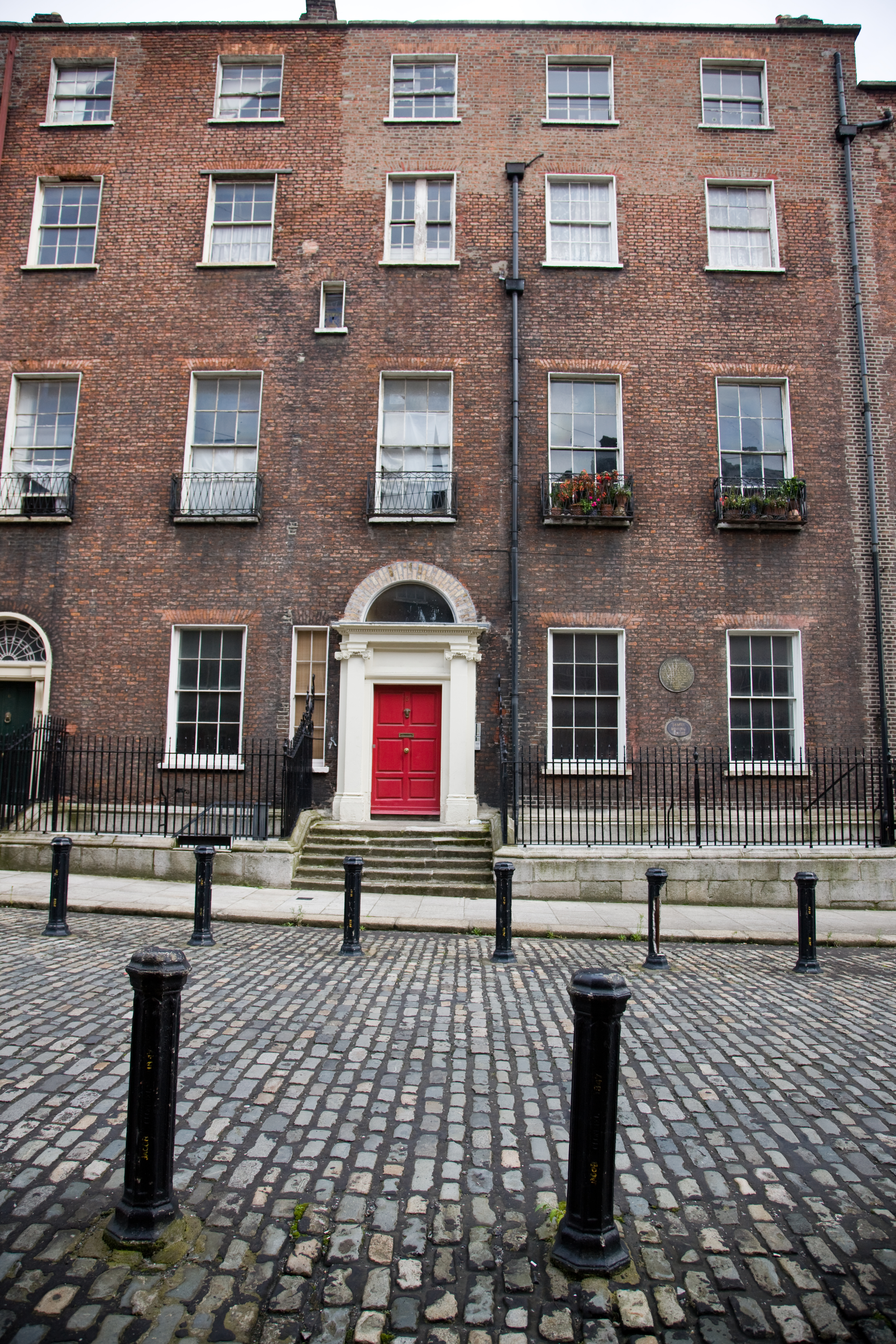
Maison de ville de Ponsonby, 5 Henrietta Street, Dublin

En 1739, il entre à la Chambre des communes irlandaise comme député de Newtownards et en prend la présidence en 1756. Il est également premier commissaire du Revenu et devient membre du Conseil privé d'Irlande en 1746. En 1761, il est élu à Kilkenny County et Armagh Borough, et siège pour la première. En 1768, il se présente également à Gowran et Newtownards et, en 1776, Carlow Borough, mais choisit chaque fois le comté de Kilkenny, qu'il représente jusqu'en 1783. Par la suite, il est à nouveau élu pour Newtownards et siège pour cette circonscription jusqu'à sa mort en 1787.
Appartenant à l’une des grandes familles qui monopolisent à cette époque le gouvernement irlandais, Ponsonby est l’un des principaux undertakers, ces hommes qui contrôlent l’ensemble des affaires du roi en Irlande. Il conserve son autorité jusqu’à ce que George Townshend devienne lord-lieutenant en 1767. Vient ensuite une lutte pour la suprématie entre la faction Ponsonby et le parti de Townshend. À la suite de cette rivalité, Ponsonby démissionne de la présidence de la Chambre des communes irlandaise en 1771.
Il épouse en 1743 Elizabeth Cavendish, fille de William Cavendish, lien qui revêt une grande importance pour les Ponsonby. (Son frère aîné, William Ponsonby, épouse la fille aînée du duc en 1739). Ses fils, William Ponsonby d'Imokilly et George Ponsonby, sont également des hommes politiques éminents. Sa fille Catherine épouse Richard Boyle.